# Pasquale Petrone
Pasquale Petrone (San Nicola Baronia, 5 de junio de 1924 - São Paulo, 22 de diciembre de 2011) fue un geógrafo brasileño. Fue autory profesor titular emérito del departamento de geografía de la Universidad de São Paulo especializado en los campos de la "geografía de la colonización", geografía política y geografía agraria.